# Sibley (Missouri)
Sibley és una població dels Estats Units a l'estat de Missouri. Segons el cens del 2000 tenia 347 habitants.

## Demografia
Segons el cens del 2000, Sibley tenia 347 habitants, 128 habitatges, i 94 famílies. La densitat de població era de 128,8 habitants per km².
Dels 128 habitatges en un 37,5% hi vivien nens de menys de 18 anys, en un 70,3% hi vivien parelles casades, en un 2,3% dones solteres, i en un 25,8% no eren unitats familiars. En el 20,3% dels habitatges hi vivien persones soles el 9,4% de les quals corresponia a persones de 65 anys o més que vivien soles. El nombre mitjà de persones vivint en cada habitatge era de 2,71 i el nombre mitjà de persones que vivien en cada família era de 3,18.
Per edats la població es repartia de la següent manera: un 25,9% tenia menys de 18 anys, un 8,4% entre 18 i 24, un 28,8% entre 25 i 44, un 23,9% de 45 a 60 i un 13% 65 anys o més.
L'edat mediana era de 37 anys. Per cada 100 dones de 18 o més anys hi havia 97,7 homes.
La renda mediana per habitatge era de 45.000 $ i la renda mediana per família de 50.417 $. Els homes tenien una renda mediana de 40.313 $ mentre que les dones 28.125 $. La renda per capita de la població era de 17.100 $. Entorn del 2,1% de les famílies i el 5,4% de la població estaven per davall del llindar de pobresa.

## Poblacions més properes
El següent diagrama mostra les poblacions més properes.